# Martin Maryland
Le Martin 167 est un avion militaire américain utilisé durant la Seconde Guerre mondiale pour des missions de bombardements et de reconnaissance aérienne principalement par les forces britanniques, françaises en 1940 (environ 200 appareils livrés par les États-Unis), puis par la France libre. Il est également connu sous sa désignation de Maryland qu'il porta dans la Royal Air Force.

## Historique

### Développement

#### Conçu pour les besoins américains
En 1936 l'US Army Air Corps fit savoir qu'elle recherchait un bimoteur de bombardement léger et d'attaque au sol destiné à ses unités de première ligne. Il s'agissait en fait de remplacer les Curtiss A-18, des avions qui n'avaient jamais réussi à convaincre les aviateurs militaires américains. Plusieurs avions furent alors mis sur les rangs : le Douglas DB-7, le Martin 167, le North American NA-40 et le Stearman X-100. Ces avions furent respectivement désignés XA-20, XA-22, XB-25, et XA-21. Si le dernier fut rapidement éliminé, il en fut tout autrement des trois autres qui firent l'objet d'une production en série.
Le XA-22 fut testé par l'US Army Air Corps pour servir d'avion de reconnaissance aérienne armée, toutefois il fut considéré comme trop léger et finalement rejeté. Néanmoins les ingénieurs de Martin développèrent le XA-23, un avion modifié en profondeur qui préfigurait le Martin A-30 et RA-30.

#### Adapté aux besoins britanniques et français
En février 1939 une mission d'achat franco-britannique arriva aux États-Unis avec l'intention d'acquérir divers matériels militaires afin de moderniser leurs forces armées et aériennes respectives. Le Martin 167 leur fut présenté, et l'avion intéressa grandement les responsables de l'armée de l'air française présents. L'avion fut commandé à 200 unités par la France en trois sous-séries différentes en tant que Martin 167F (F pour France) avec six mitrailleuses Darne de calibre 7,5 mm en lieu et place des quatre Browning 1919A d'origine du XA-22 et uns capacité en carburant de 2 réservoirs de 255 gallons US, soit 1 930,56 ℓ.
La RAF de son côté passa commande d'une version de reconnaissance armée désignée Martin 167B et armée de six à huit mitrailleuses Browning 1919A de calibre 7,7 mm. Comme les avions destinés à la France, ceux vendus aux Britanniques emportaient 800 kg de bombes en soute.

### En service

#### Au sein de l'armée de l'air
Les premières versions de série du Martin 167F entrèrent en service au sein des Groupes de bombardement I/32, I/34, et II/36 dès janvier 1940. Ils furent rapidement employés pour des missions de patrouille armée le long des frontières entre la France et l'Allemagne. Par la suite certains Groupes de reconnaissance reçurent également des bimoteurs Martin 167F. Après le début de l'invasion de la France par les forces du IIIe Reich, les bombardiers français, aux côtés des LeO 451 furent massivement utilisés pour bombarder les troupes de la Wehrmacht, mais aussi les navires de la Kriegsmarine. Cependant, ils ne purent rien contre l'avancée allemande.

##### Au sein de l'armée de l'air de Vichy
Après l'armistice franco-allemand, l'armée de l'air de Vichy disposait encore de quelques unités évoluant sur Martin 167F, principalement pour des missions de reconnaissance. Ces avions furent notamment employés contre les Alliés en Afrique du Nord et dans le détroit de Gibraltar. Lorsque les Anglo-américains lancèrent l'opération Torch, ils se heurtèrent notamment aux unités vichystes volant sur Martin 167F. Toutefois les bombardiers français furent largement surclassés par la chasse alliée et notamment les Grumman Martlet de la Fleet Air Arm.
À l'instar des autres aéronefs militaires de Vichy, les Martin 167F arboraient des marquages haute visibilité sous la forme de bandes verticales jaunes et rouges.
Certains furent mis en œuvre par les pilotes de l'Aéronavale.

##### Au sein des Forces aériennes françaises libres
Plusieurs pilotes refusant l'armistice quittèrent l'Afrique française du Nord pour rejoindre les forces britanniques à Gibraltar (3 avions dont un fut abattu par la DCA espagnole le 29 juin 1940) ou en Égypte (2 avions avec 5 militaires français le 3 juillet 1940), ou traversèrent la Manche et rejoignirent en Angleterre le général de Gaulle. Ils formèrent ainsi avec leurs Martin 167F l'embryon des unités de bombardement des FAFL.
Ces avions furent notamment employés pour des missions de bombardement contre les navires et les U-Boots patrouillant en Manche et en mer du Nord. Pour cela, certains furent adaptés par les Britanniques pour le largage de charges de profondeur voire de torpilles[réf. nécessaire].
Les deux avions partis en Égypte forment l'Escadrille Française Libre de Grande Reconnaissance n° 1 (French Bomber Flight n° 1) et participent à la Campagne d'Afrique de l'Est. L'un d'entre eux obtient la première victoire aérienne des FAFL en abattant un Savoia-Marchetti SM.79 de la Regia Aeronautica le 16 août 1940. Ils seront ensuite abattus les 8 septembre et 16 décembre 1940 par la chasse italienne.
Les FAFL conservèrent leurs Martin 167F jusqu'en 1945, les remplaçant par des B-26 Marauder conçus et construits par le même avionneur. Certains de ces avions volèrent même durant l'opération Overlord de 1944.

#### Au sein de la Royal Air Force et de la Fleet Air Arm
La RAF utilisa ses Martin 167 sous la désignation de Maryland. Les avions commandés ab-initio étaient désignés Maryland Mk.I. Après la capitulation de la France en 1940, un lot de 75 avions était encore à livrer, et le furent à la RAF sous la désignation de Maryland Mk.II. Entre dix et douze avions récupérés également auprès des FAFL furent affectés à des missions d'entraînement en tant que Maryland Mk.IIA. En effet leurs mitrailleuses Darne d'un calibre inconnu des Britanniques les rendaient inaptes aux opérations de combat. Les Maryland Mk.IIA furent donc désarmés.
Plusieurs Maryland Mk.I et Mk.II furent basés à Malte et employés pour des missions de harcèlement contre les forces allemandes et italiennes notamment en Cyrénaïque.
Plusieurs Maryland firent partie de l'arsenal du Coastal Command.
Sous les couleurs de la Fleet Air Arm, le Martin Maryland est principalement connu pour sa participation dans la traque du cuirassé allemand Bismark, servant d'avion de reconnaissance aux bombardiers-torpilleurs biplans Fairey Swordfish. Ils lancèrent également quelques bombes contre le navire de guerre.

#### Au sein des autres forces aériennes
Le troisième utilisateur principal de l'avion fut la South African Air Force qui utilisa ses Maryland Mk.I, strictement similaires à ceux de la RAF, contre les forces allemandes en Méditerranée. L'Espagne franquiste et le IIIe Reich utilisèrent également quelques avions, les Franquistes utilisant deux avions tombés sur leur territoire durant la guerre, tandis que la Luftwaffe réquisitionna des machines françaises pour des missions d'entraînement.

#### Utilisateurs
Voici les pays ayant utilisé militairement des exemplaires du Martin 167.
- Union d'Afrique du Sud
  - Force aérienne sud-africaine
- Espagne franquiste
  - Ejercito del aire
- États-Unis
  - US Army Air Corps, pour essais uniquement.
- France
  - Armée de l'air
    - Armée de l'air de Vichy
    - Forces aériennes françaises libres

  - Aviation navale
- Reich allemand
  - Luftwaffe
- Royaume-Uni
  - Fleet Air Arm
  - Royal Air Force

## Aspects techniques et visuels

### Description
Le Martin 167 se présente sous la forme d'un monoplan bimoteur multiplace de construction mixte faisant appel au bois, au contreplaqué et au métal. Sa propulsion est assurée par deux moteurs en étoile Pratt & Whitney R-1830-SC3G Twin Wasp d'une puissance unitaire de 1 050 chevaux entraînant chacun une hélice tripale. L'aile basse cantilever servait également à la rétraction de la partie avant du train d'atterrissage classique escamotable, tandis qu'une roulette de queue orientable était installé sous l'empennage. Les 800 kg de bombes étaient installées dans une soute située dans le fuselage. Le nez de l'avion était largement vitré pour permettre à l'officier de bombardement de disposer d'un champ visuel large. Suivant les versions, du XA-22 aux plus récentes, l'avion emportait de quatre à huit mitrailleuses fixes et mobiles.

### Galerie photo

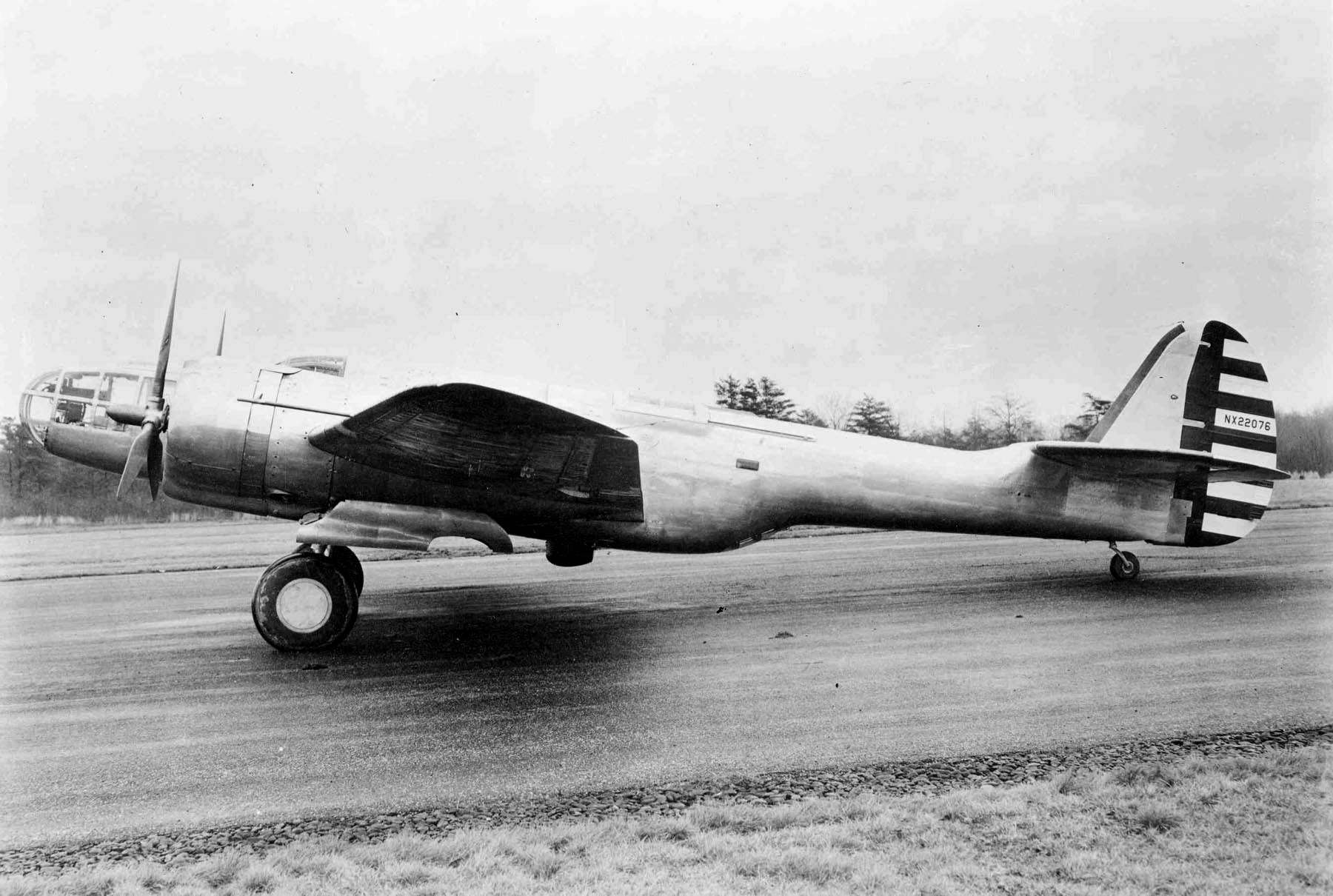
Prototype du Martin XA-22.
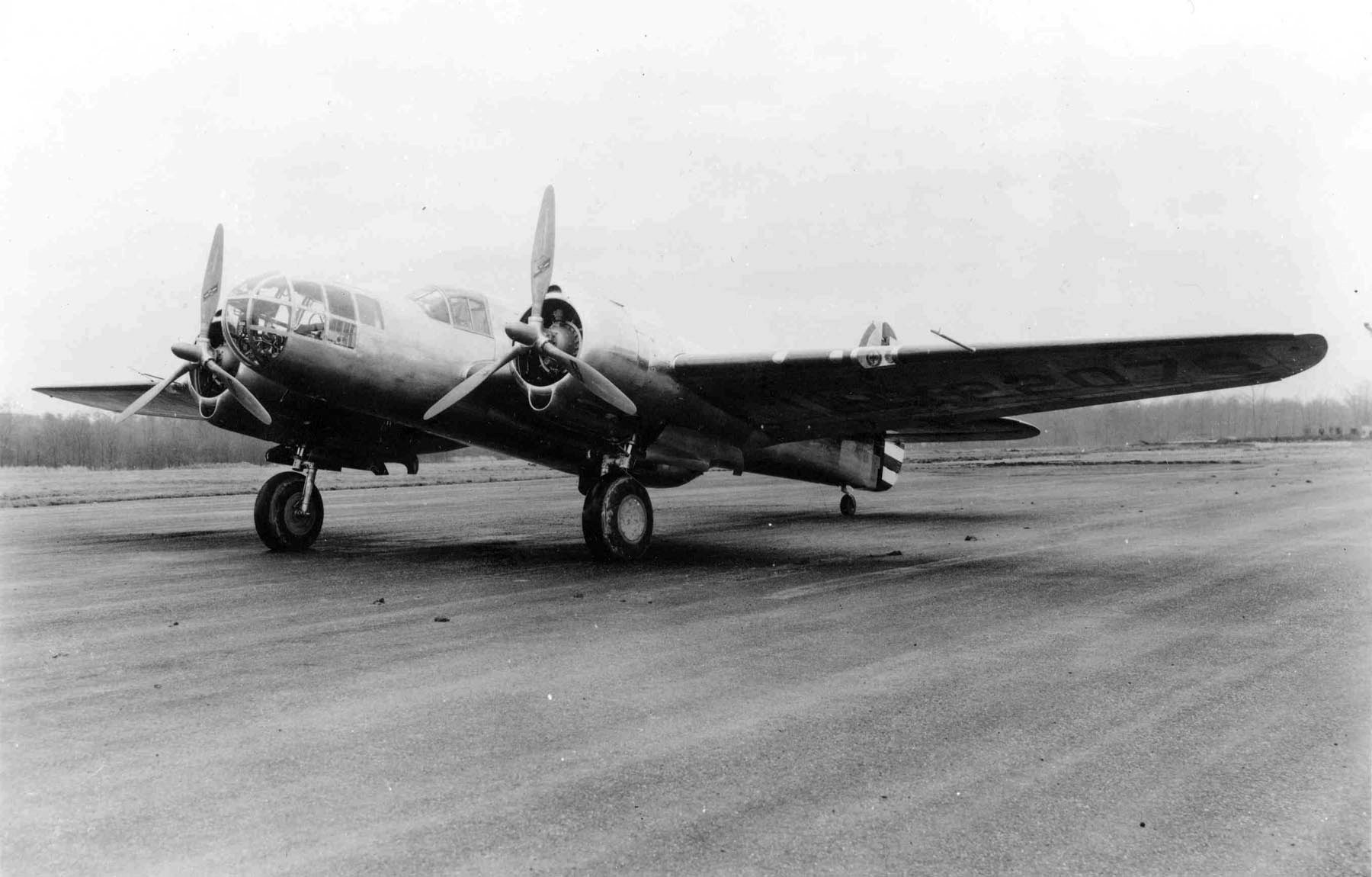
Le même prototype au point fixe.
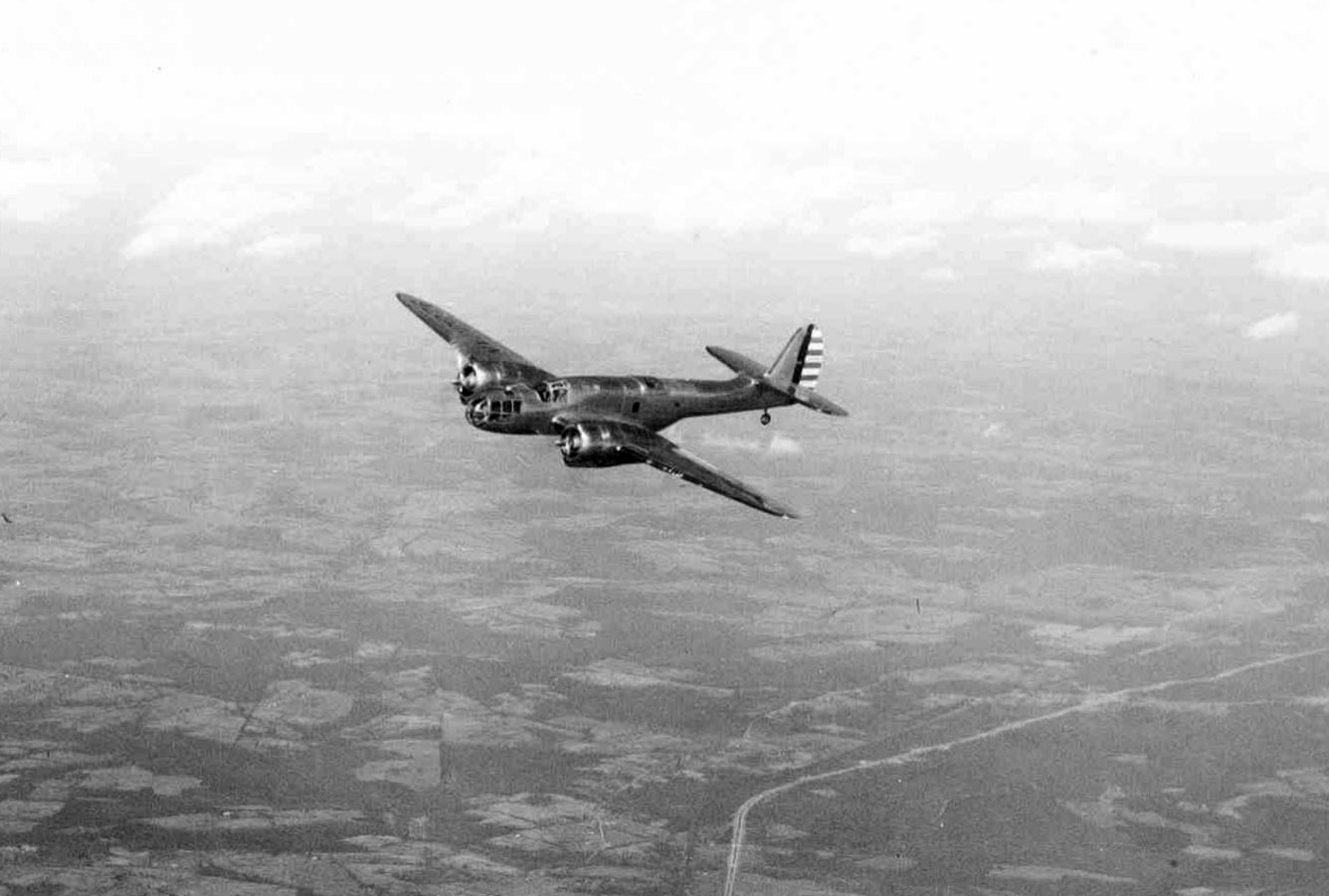
Le XA-22 en vol.
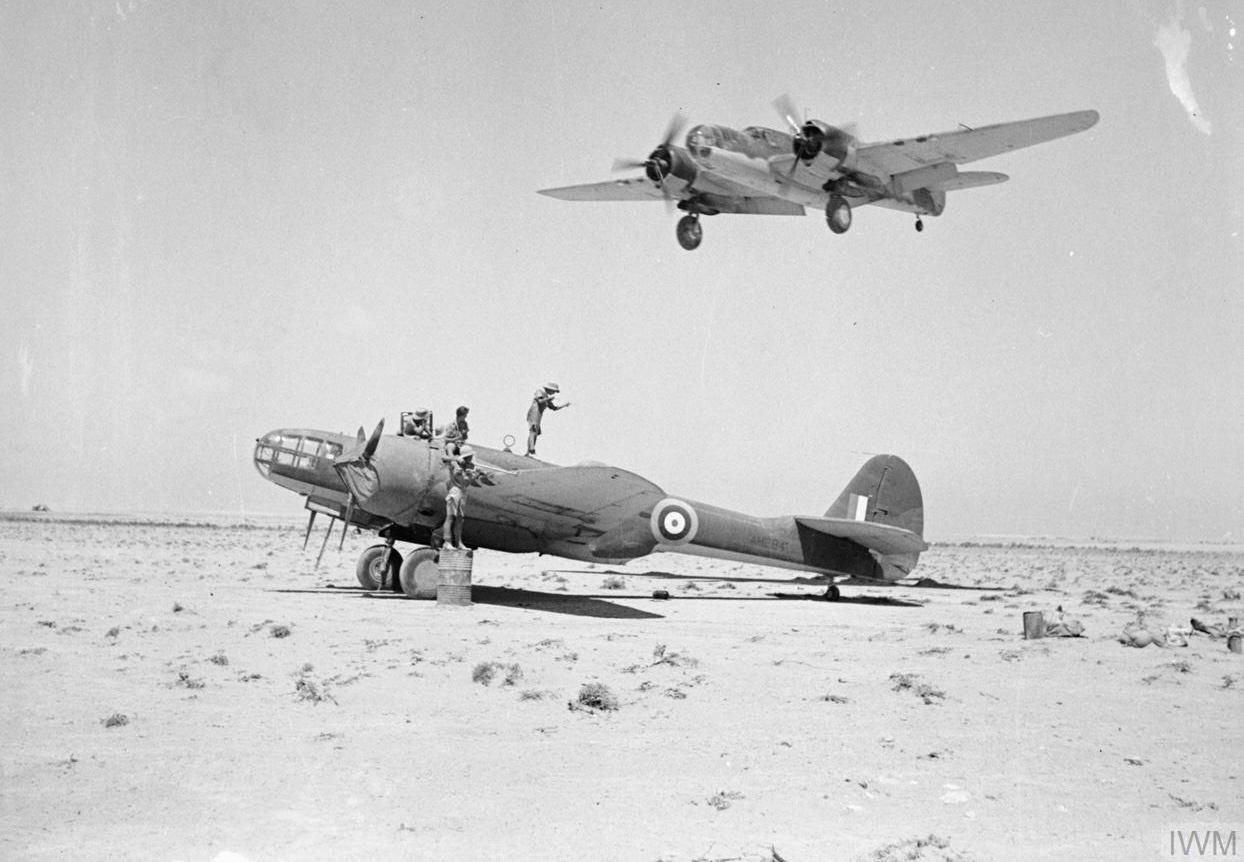
Martin Maryland dans le désert africain.
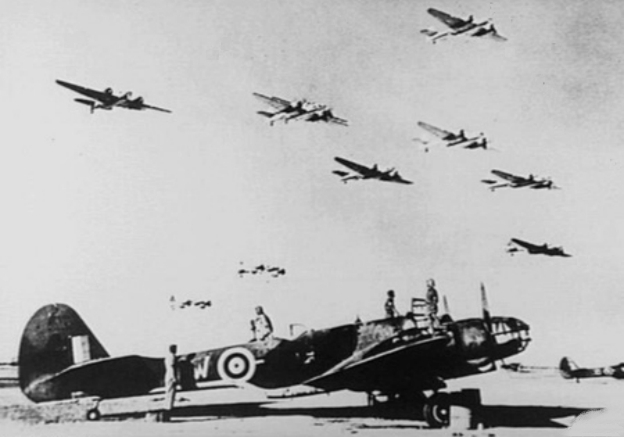
Autre vue d'un Maryland en Afrique du nord.
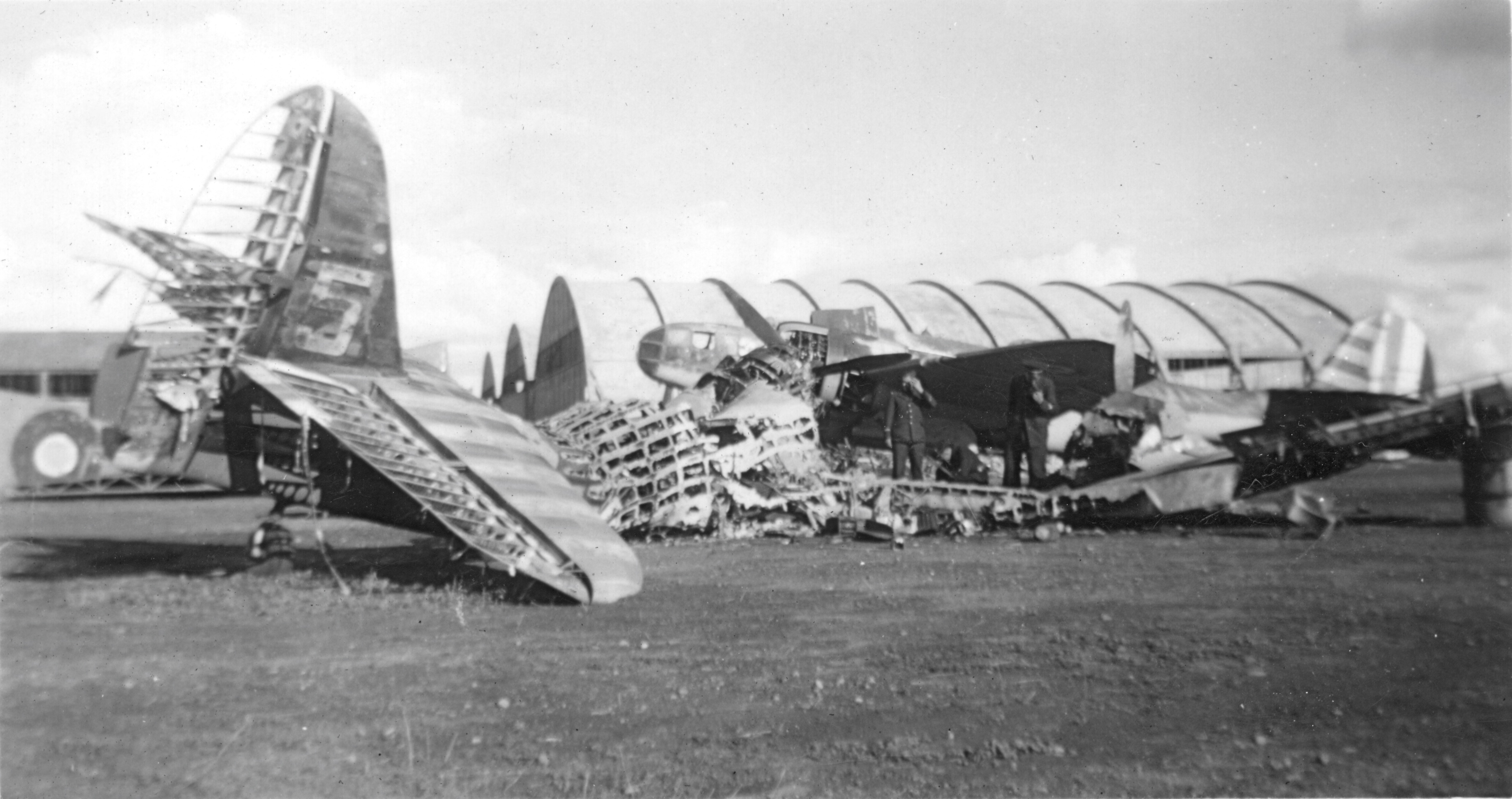
Un Martin 167F vichyste détruit au sol.

### Versions
Voici les différentes versions de l'avion.
- Martin 167 : Désignation portée par l'avion conçu pour les besoins de l'US Army Air Corps, et connu comme XA-22.
- Martin 167F : Désignation générique de tous les avions conçus et réalisés pour les besoins de la France.
  - Martin 167F-1 : Désignation portée par la première sous-version destinée à l'armée de l'air et propulsée par deux moteurs en étoile Pratt & Whitney R-1830-SC3G Twin Wasp d'une puissance unitaire de 950 ch chacun.
  - Martin 167F-2 : Désignation portée par la deuxième sous-version destinée à l'Aviation navale et identique au Martin 167F-1.
  - Martin 167F-3 : Désignation portée par la troisième sous-version destinée à l'armée de l'air, similaire au Martin 167F-1 mais dotée de blindages renforcés.
  - Martin 167F-4 : Désignation portée par la quatrième sous-version destinée à l'armée de l'air et propulsée par deux moteurs en étoile Pratt & Whitney R-1830-SC3G2 Twin Wasp d'une puissance unitaire de 1 050 ch chacun.
- Martin 167B : Désignation générique de tous les avions conçus et réalisés pour les besoins du Royaume-Uni.
  - Martin 167B-1 : Désignation portée par la première sous-version destinée à la Royal Air Force et propulsée par deux moteurs en étoile Pratt & Whitney R-1830-SC3G1 Twin Wasp d'une puissance unitaire de 1 050 ch chacun.
  - Martin 167B-2 : Désignation portée par la deuxième sous-version destinée à la Fleet Air Arm et identique au Martin 167B-1.
  - Martin 167B-3 : Désignation portée par les Martin 167F-3 livrés en Angleterre.
  - Martin 167B-4 : Désignation portée par les Martin 167F-4 livrés en Angleterre.

### Désignations et sobriquets
- XA-22 : Désignation portée par le Martin 167 testé par l'US Army Air Corps[3].
- Maryland : Désignation générique de tous les Martin 167 en service au Royaume-Uni et en Afrique du Sud.
  - Maryland Mk.I : Désignation portée par les Martin 167B-1 et B-2.
  - Maryland Mk.II : Désignation portée par les Martin 167B-3 et B-4.
  - Maryland Mk.IIA : Désignation portée par certains avions prélevés sur les stocks des FAFL et désarmés[5].
- Glenn : Sobriquet[1] donné aux Martin 167F par les pilotes français.

### Dérivés
- Le Martin A-30, RA-30, Baltimore est directement dérivé du Martin 167.